# NGC 1379
NGC 1379 је елиптична галаксија у сазвежђу Пећ која се налази на NGC листи објеката дубоког неба.
Деклинација објекта је - 35° 26' 27" а ректасцензија 3h 36m 3,8s. Привидна величина (магнитуда) објекта NGC 1379 износи 10,7 а фотографска магнитуда 11,7. Налази се на удаљености од 18,319 милиона парсека од Сунца. NGC 1379 је још познат и под ознакама ESO 358-27, MCG -6-9-1, FCC 161, PGC 13299.